# Parler
Parler är en alt-tech-mikroblogg och social nätverkstjänst. Journalister beskriver Parler som ett alternativ till Twitter, framförallt för användare som har blockerats från vanliga sociala medier, eller motsätter sig deras policyer.
Efter anklagelser att Parler användes för att samordna Stormningen av Kapitolium valde många företag att förbjuda tjänsten eller radera appen. Apple och Google tog bort Parlers mobilapplikation från Itunes Store respektive Google Play. Den 10 januari 2021 stängdes hela tjänsten ner efter att Amazon Web Services stängt ner internethostningen till tjänsten. Den 15 februari 2021 återupptogs tjänsten, detta efter att man tecknat avtal med andra Leverantörer för sin internethostningen. En ny uppdaterad app lanserades på Apple App Store den 17 maj 2021.

## Historia
Parler grundades av John Matze Jr. och Jared Thomson i Henderson, Nevada i augusti 2018. Företagsnamnet var taget från det franska ordet parler vilket betyder att prata. Efter att The Wall Street Journal i november 2020 rapporterade att det var finansierat av den konservativa investeraren Rebekah Mercer så beskrev Mercer sig själv i ett Parlerinlägg, där hon syftade på att hon startat Parler med Matze och att CNN listat Mercer som delägare av företaget. Matze är företagets verkställande direktör och Thomson har titeln CTO. Båda var elever vid University of Denver och studerade på det datavetenskapliga programmet, där även några andra som idag arbetar hos Parler studerade.

### 2018–2019
Från starten i september 2018 ökade Parlers användare till 100 000 i maj nästa år. I december 2018 gjordes en tweet av Candace Owens, konservativ aktivist, vilket ledde till 40 000 nya användare vilket skapade serverproblem. Tjänsten lyckades initialt locka till sig stora republikanska personligheter, inkluderat Trumps dåvarande kampanjchef Brad Parscale, Mike Lee (senator i Utah), samt Trumps advokat Rudy Giuliani. Man lyckades även få användare som var blockerade från andra sociala medier, såsom högerextrema aktivister och kommentatorer, bland annat Gavin McInnes, Laura Loomer och Milo Yiannopoulos. Reuters skrev att Parler hade främst varit ett hem för Trumpanhängare fram till juni 2019. Matze berättade för nyhetsorganisationen att även om han hade tänkt att Parler skulle representera både republikaner och demokrater, hade de fokuserat sin marknadsföring mot konservativa när de startade upp tjänsten.
I juni 2019 sa Parler att deras användare nästintill dubblerats efter att runt 200 000 konton från Saudiarabien registrerats hos tjänsten. Många av dem som anslöt sig sa att de migrerade från Twitter efter påståenden om att det fanns censur på plattformen, de flesta stödde kronprinsen i Saudiarabien Mohammed bin Salman. Twitter själva erkände aldrig att man hade tagit bort inlägg från saudiska användare som spred påståenden om censur. Tidigare hade företaget inaktiverat hundratals konton som hade visat stöd för den saudiska regeringen, anledningen var att Twitter ansåg att de var falska konton som bara skulle sprida den saudiska regeringens agenda. Det stora tillflödet av användare till Parler skapade återigen problem med servrarna och under en period var sidan ej tillgänglig. Parler beskrev de nytillkomna saudiska användarna som en del av Saudiarabiens nationalistiska rörelse och uppmanade andra användare att välkomna dem. Några av de saudiska användarna skrev #MAGA och hade foton med dåvarande presidenten Donald Trump tillsammans med den saudiska kungafamiljen för att göra gott intryck på Trumpsupportrarna och de andra användarna. Mottagandet blev blandat, vissa var välkomnande medan andra använde islamofoba kommentarer. En del misstänkte att de nya kontona var bluffkonton skapade av en dator.

### 2020
I mitten av 2020 fick Parler ett stort uppsving i antalet nya användare. I maj visade Twitter upprördhet angående president Donald Trump och några av hans anhängare när Twitter flaggade några av presidentens tweets om poströstning som potentiellt vilseledande och en tweet angående George Floyd-demonstrationerna som våldsförhärligande. Till svar på det publicerade Parler en Förklaring om internetoberoende i enlighet med USA:s självständighetsförklaring och hashtagen #Twexit började användas (den skulle vara en blandning mellan Twitter och Brexit). Man beskrev Twitter som en grym teknikjätte som använde sig av censur mot konservatism, kampanjen lyckades få användare från Twitter att byta till Parler.

### 2021
Enligt BuzzFeed News var Parler en av de sociala kanaler som användes för planeringen av stormningen av Kapitolium den 6 januari 2021. Parler upplevde en våg av nya nedladdningar efter att Twitter permanent bannlyst Donald Trump med anledningen av händelserna den 6 januari. Det medförde att Parler var den mest nedladdade appen på Itunes Store den 8 januari.

## Finansiering
Parler har inte avslöjat vem deras ägare är, men Dan Bongino berättade officiellt i juni 2020 att han köpt ägarandelar i bolaget för ett ospecificerat pris. I november 2020 skrev Matze i ett Parlerinlägg att Parler var ägt av mig själv, en liten grupp av vänner och anställda, och hade investerare som Bongino och Jeffrey Wernick, CTO hos Parler.
I november 2020 cirkulerade en manipulerad bild på sociala medier av en Fox News-liknande bild som syftade på att George Soros var en stor ägare av Parler. Soros äger inte Parler och Fox News bekräftade att bilden hade blivit omgjord från ett annat tv-sänt program om ett annat ämne.
I november 2020 hade Parler ett 30-tal anställda.